# Andrew Miller (giocatore di baseball)
Andrew Mark Miller (Gainesville, 21 maggio 1985) è un giocatore di baseball statunitense, lanciatore per i St. Louis Cardinals della Major League Baseball.

## Biografia
Miller frequentò la F. W. Buchholz High School nella sua città natale, Gainesville, Florida. Ottenuto il diploma venne selezionato nel 3º turno del draft MLB 2003 dai Tampa Bay Devil Rays, ma preferì proseguire gli studi e si iscrisse alla University of North Carolina di Chapel Hill, Nord Carolina.

## Carriera

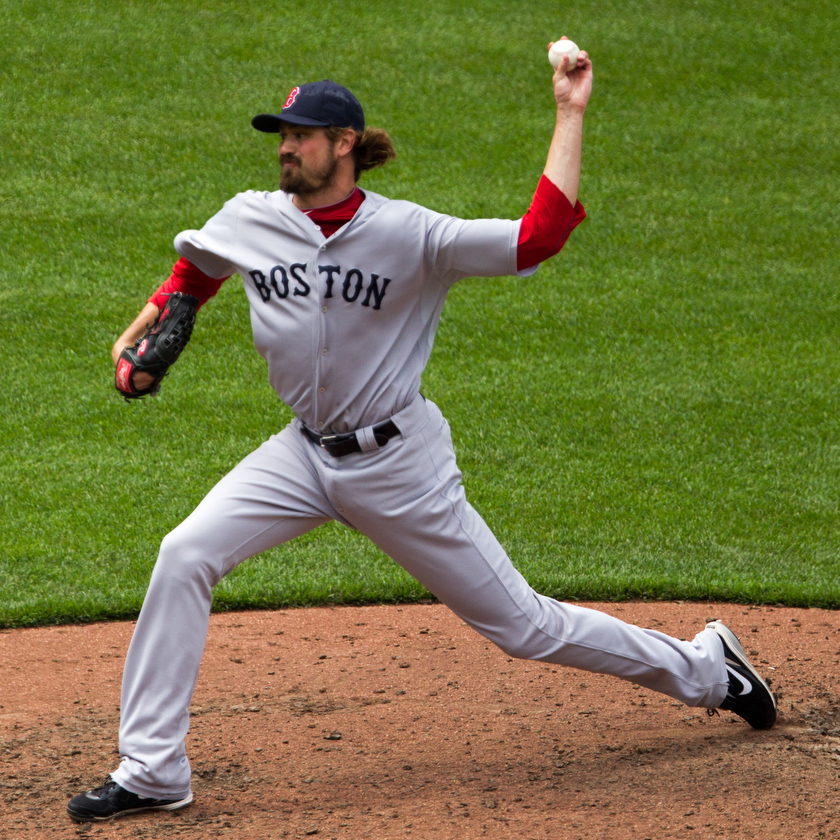
Miller con i Red Sox nel 2012

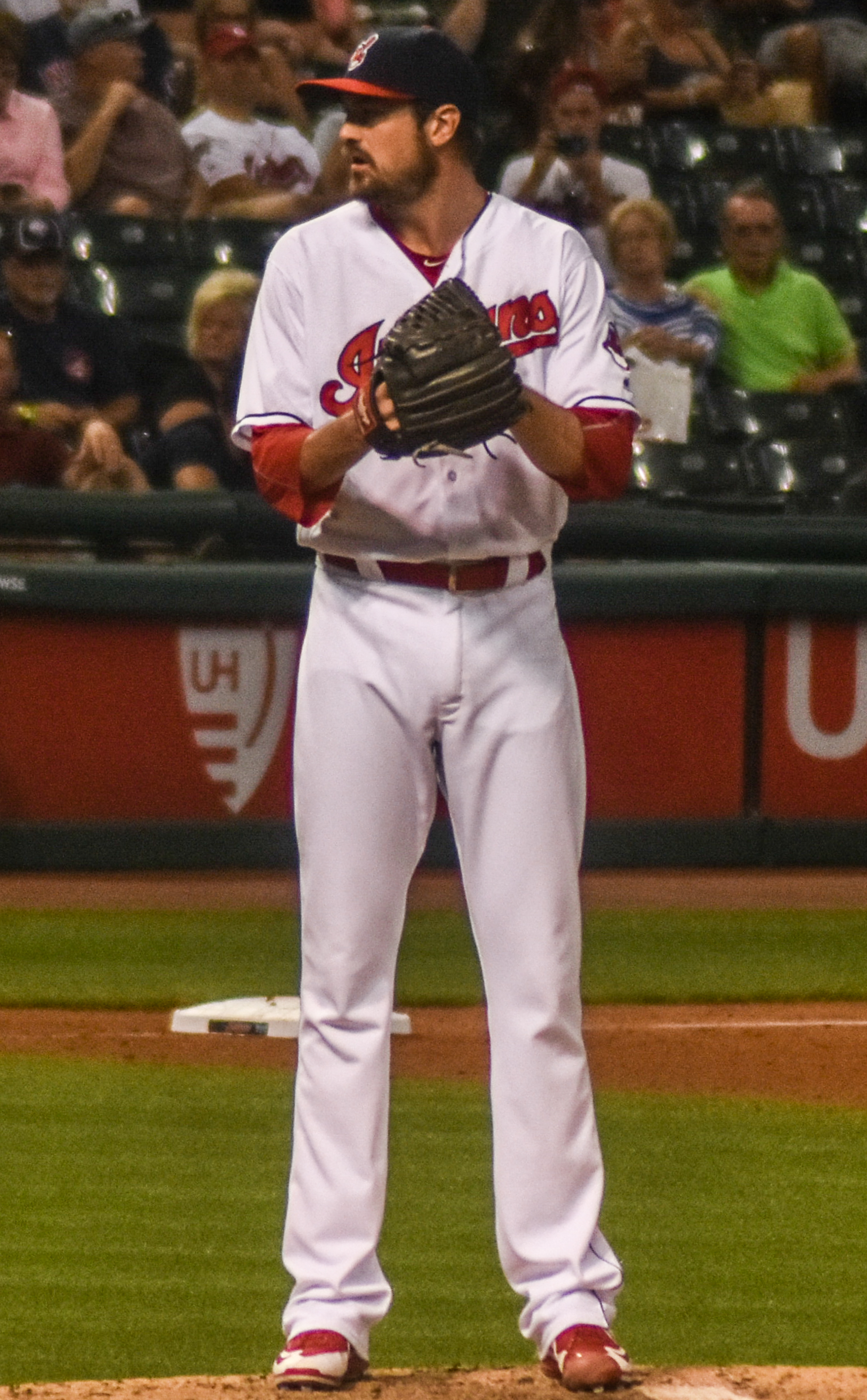
Miller con gli Indians nel 2016

### Minor League Baseball (MiLB)
Miller entrò nel baseball professionistico quando venne selezionato nel primo turno, come sesta scelta assoluta del draft MLB 2006, dai Detroit Tigers, che lo assegnarono in classe A-avanzata. Debutto nella Minor League Baseball il 20 agosto e dopo appena dieci giorni venne chiamato in prima squadra a Detroit.

### Major League Baseball (MLB)
Miller debuttò nella MLB il 30 agosto 2006, allo Yankee Stadium di New York City contro i New York Yankees. Concluse la sua stagione d'esordio con 8 partite giocate con i Tigers in MLB, a fronte delle 3 partite giocate in MiLB.
Dal 2007 Miller venne impiegato in campo come lanciatore partente. Il 4 novembre 2007, i Tigers scambiarono Miller, assieme a Dallas Trahern, Burke Badenhop, Frankie De La Cruz, Cameron Maybin e Mike Rabelo con i Florida Marlins per Miguel Cabrera e Dontrelle Willis.
Il 12 novembre 2010, Miller venne scambiato con i Boston Red Sox per Dustin Richardson. Il 2 dicembre divenne free agent, e il 16 dicembre firmò un contratto con i Red Sox. Dopo la stagione 2011 non venne più schierato come partente, e divenne stabilmente lanciatore di rilievo. Nel 2013 divenne campione delle World Series, nonostante non abbia partecipato a causa di infortunio occorsogli nel mese di luglio a un piede, che lo costrinse a terminare la stagione anticipatamente.
Il 31 luglio 2014, i Red Sox scambiarono Miller con i Baltimore Orioles in cambio di Eduardo Rodríguez. Di nuovo free agent a fine stagione, firmò il 5 dicembre un contratto con i New York Yankees. Nel 2016 con gli Yankees venne convocato per la prima volta per l'MLB All-Star Game.
Il 31 luglio 2016 venne scambiato dagli Yankees con i Cleveland Indians per J.P. Feyereisen, Clint Frazier, Ben Heller e Justus Sheffield. Nel post-stagione venne nominato MVP della American League Championship Series. Nel 2017 venne convocato per il secondo anno consecutivo per l'All-Star Game.
Il 21 dicembre 2018, Miller firmò un contratto biennale del valore di 25 milioni di dollari con i St. Louis Cardinals.

## Nazionale
Miller venne convocato dalla nazionale statunitense per il World Baseball Classic 2017, conquistando al termine della competizione assieme agli altri giocatori del team USA, la medaglia d'oro.

## Palmarès

### Club
- World Series: 1

Boston Red Sox: 2013

### Individuale
- MVP dell'American League Championship Series: 1

2016
- MLB All-Star: 2

2016, 2017
- Rilievo dell'anno dell'American League: 1

2015

### Nazionale
- World Baseball Classic:  Medaglia d'Oro

Team USA: 2017